# 台灣宗教團體愛護家庭大聯盟
台灣宗教團體愛護家庭大聯盟（英語：Family Guardian Coalition），簡稱護家盟，是台灣宗教社會團體，其訴求是反對同性婚姻修民法與多元成家草案。護家盟成立於2013年9月7日，由十多個宗教團體組成，現任秘書長是張守一。

## 簡介
2013年成立開始，台灣愛護家庭大聯盟的訴求主張婚姻只能由一男一女組成，反對同性婚姻與多元成家修法。除張守一、陳志宏外，其主要成員亦包括統一教會長和統一家庭黨主席張全鋒、佛教法師釋淨耀。
護家盟2017年時的發言人是基督新教台灣信義會牧師陳志宏，關於護家盟與下一代幸福聯盟的關係，同運團體台灣伴侶權益推動聯盟指出，2015年起，幸福盟成員自組基督教政黨信心希望聯盟後，兩組織漸行漸遠，護家盟失去主要金脈與人脈後，動員能力大不如前，再加上秘書長張守一於2016年12月7日遭台灣壹週刊曝出其曾有外遇並有私生女的醜聞，護家盟所聲稱的「守護家庭價值」受到廣泛質疑。

## 大事紀
| 年份   | 日期     | 事件 |
| ------ | -------- | --- |
| 2013年 | 9月18日  | 護家盟舉行記者會宣布成立台灣守護家庭官方網站，並發起百萬人連署。 |
| 2013年 | 11月30日 | 與下一代幸福聯盟共同主辦「1130全民上凱道，為下一代幸福讚出來！」活動，護家盟以「臺灣守護家庭聯盟」的名義，向台北市政府警察局中正第一分局申請凱格達蘭大道作為該次活動場地，自行宣稱有30萬人參加，警方則估計為15萬。          |
| 2014年 | 6月14日  | 原本將參與前大法官許玉秀及交通大學科技法律研究召開的「模擬憲法法庭」擔任反對同性婚姻之代表，卻臨陣退出。 |
| 2015年 | 7月19日  | 護家盟表態同性伴侶法「相對來說可以接受」，對於同性伴侶的領養權則是「持保留態度」。 |
| 2015年 | 7月27日  | 對於法務部草擬的《同性伴侶法》，護家盟表示「反對任何給予同性性行為法制化的政府作為」、「反對政府帶頭改變傳統婚姻定義」。 |
| 2015年 | 9月1日   | 針對波多野結衣悠遊卡事件，護家盟發表新聞稿認為是「惡性重大的粗糙與低劣行徑」，認為應撤換悠遊卡公司董事長。 |
| 2015年 | 10月24日 | 台北市和桃園市聯合婚禮邀請同志參加，護家盟舉行記者會抗議，質疑北市長柯文哲「祝福父女戀嗎？」；把同性婚姻牽扯上亂倫的論點引起聶永真、許常德等藝文人士批評。                                                                  |
| 2016年 | 11月24日 | 護家盟派出秘書長張守一作為婚姻平權公聽會出席代表，會中提出質疑：「同性戀可以結婚，跟摩天輪也可以結婚？」，造成輿論譁然。。                                                                                                  |
| 2016年 | 12月7日  | 護家盟秘書長張守一遭台灣壹週刊踢爆曾外遇並有私生女的醜聞，其所守護家庭價值的觀念與真實性因此受到質疑，他隔天在Facebook發文道歉。                                                                                            |
| 2017年 | 3月13日  | 屆臨同性婚姻憲法法庭辯論庭，護家盟由秘書長張守一偕律師王可富、銓敘部前部長朱武獻等人召開記者會，王可富聲稱：「如果同婚真的通過，20年後都是同性結婚 ，台灣人就滅種了。」砲轟「（同志）要死自己去死」，此番言論引起廣泛批評。 |